# Ілзе Хаттінг
Ілзе Хаттінг (англ. Ilze Hattingh; нар. 22 квітня 1996) — колишня південноафриканська тенісистка.
Найвищу одиночну позицію світового рейтингу — 599 місце досягла 11 травня 2015, парну — 405 місце — 13 липня 2015 року.
Здобула 1 одиночний та 10 парних титулів туру ITF.

## Фінали ITF

### Одиночний розряд: 2 (1–1)
| Легенда          |
| ---------------- |
| турніри $100,000 |
| турніри $75,000  |
| турніри $50,000  |
| турніри $25,000  |
| турніри $10,000  |

| Фінали за покриттям |
| ------------------- |
| Тверде (1–1)        |
| Ґрунт (0–0)         |
| Трава (0–0)         |
| Килим (0–0)         |

| Результат | Ранг | Дата          | Місце                   | Покриття | Суперниця             | Рахунок  |
| --------- | ---- | ------------- | ----------------------- | -------- | --------------------- | -------- |
| Перемога  | 1.   | 8 червня 2014 | Сан-Сіті, ПАР           | Тверде   | Клотільда де Бернарді | 6–1, 6–3 |
| Поразка   | 1.   | 5 липня 2015  | Ла-Поссесьйон, Реюньйон | Тверде   | Марія Бузкова         | 2–6, 3–6 |

### Парний розряд: 17 (10–7)
| Легенда          |
| ---------------- |
| турніри $100,000 |
| турніри $75,000  |
| турніри $50,000  |
| турніри $25,000  |
| турніри $10,000  |

| Фінали за покриттям |
| ------------------- |
| Тверде (10–7)       |
| Ґрунт (0–0)         |
| Трава (0–0)         |
| Килим (0–0)         |

| Результат | Ранг | Дата              | Місце                   | Покриття | Партнерка        | Суперниці                                   | Рахунок             |
| --------- | ---- | ----------------- | ----------------------- | -------- | ---------------- | ------------------------------------------- | ------------------- |
| Поразка   | 1.   | 30 листопада 2013 | Шарм-еш-Шейх, Єгипет    | Тверде   | Мадрі Ле Ру      | Арабела Рабанер Фернандес Людмила Васильєва | 0–6, 2–6            |
| Поразка   | 2.   | 31 травня 2014    | Сан-Сіті, ПАР           | Тверде   | Мадрі Ле Ру      | Мішель Саммонс Шанель Сіммондс              | 5–7, 3–6            |
| Поразка   | 3.   | 7 червня 2014     | Сан-Сіті, ПАР           | Тверде   | Мадрі Ле Ру      | Агата Бараньська Стефані Кент               | w/o                 |
| Поразка   | 4.   | 13 червня 2014    | Сан-Сіті, ПАР           | Тверде   | Мадрі Ле Ру      | Мішель Саммонс Шанель Сіммондс              | 3–6, 3–6            |
| Перемога  | 1.   | 26 липня 2014     | Шарм-еш-Шейх, Єгипет    | Тверде   | Мадрі Ле Ру      | Аліна Міхєєва Лінда Пренковіч               | 6–1, 7–6            |
| Перемога  | 2.   | 6 вересня 2014    | Шарм-еш-Шейх, Єгипет    | Тверде   | Мішель Саммонс   | Гай Ао Рішика Сункара                       | 6–3, 7–5            |
| Поразка   | 5.   | 14 вересня 2014   | Шарм-еш-Шейх, Єгипет    | Тверде   | Мішель Саммонс   | Анна Моргіна Яна Сізікова                   | 3–6, 6–0, [6–10]    |
| Перемога  | 3.   | 21 вересня 2014   | Шарм-еш-Шейх, Єгипет    | Тверде   | Аранта Андраді   | Моргіна Анна Олександрівна Яна Сізікова     | 7–6, 6–2            |
| Перемога  | 4.   | 14 лютого 2015    | Порт-ель-Кантауї, Туніс | Тверде   | Мішель Саммонс   | Ніколета-Кетеліна Даскелу Юлія Стаматова    | 7–5, 6–3            |
| Поразка   | 6.   | 20 червня 2015    | Grand-Baie, Маврикій    | Тверде   | Мадрі Ле Ру      | Марія Бузкова Розалі ван дер Гук            | 3–6, 5–7            |
| Перемога  | 5.   | 27 червня 2015    | Grand-Baie, Маврикій    | Тверде   | Мадрі Ле Ру      | Снехадеві С Редді Дгрутхі Татачар Венуґопал | 6–2, 6–4            |
| Перемога  | 6.   | 3 липня 2015      | Ла-Поссесьйон, Реюньйон | Тверде   | Полін Пає        | Кайтлін Герб Таніша Рохура                  | 6–4, 6–3            |
| Перемога  | 7.   | 19 вересня 2015   | Анталія, Туреччина      | Тверде   | Шанталь Шкамлова | Аґата Баранська Ван Янь                     | 7–6(3), 3–6, [10–2] |
| Поразка   | 7.   | 14 листопада 2015 | Стелленбош, ПАР         | Тверде   | Мадрі Ле Ру      | Франсеска Стівенсон Еріка Вогелсанг         | 4–6, 4–6            |
| Перемога  | 8.   | 21 листопада 2015 | Стелленбош, ПАР         | Тверде   | Мадрі Ле Ру      | Катаріна Герінґ Наомі Тотка                 | 6–1, 7–6(5)         |
| Перемога  | 9.   | 20 лютого 2016    | Шарм-еш-Шейх, Єгипет    | Тверде   | Мадрі Ле Ру      | Оана Джорджета Сімьон Джулія Терзійська     | 6–1, 6–2            |
| Перемога  | 10.  | 12 листопада 2016 | Стелленбош, ПАР         | Тверде   | Мадрі Ле Ру      | Valeria Bhunu Ліннея Мальмквіст             | 6–1, 6–2            |

## Участь у Кубку Федерації

### Одиночний розряд
| Розіграш                                          | Стадія | Дата           | Місце          | Супротивник     | Покриття   | Суперниця       | W/L | Рахунок            |
| ------------------------------------------------- | ------ | -------------- | -------------- | --------------- | ---------- | --------------- | --- | ------------------ |
| Кубок Федерації 2012 зона Європа/Африка, група II | R/R    | 18 квітня 2012 | Каїр, Єгипет   | Данія           | Ґрунт      | Май Граге       | W   | 7–6(7–5), 5–7, 6–0 |
| Кубок Федерації 2012 зона Європа/Африка, група II | R/R    | 19 квітня 2012 | Каїр, Єгипет   | Фінляндія       | Ґрунт      | Johanna Hyöty   | W   | 6–2, 6–1           |
| Кубок Федерації 2012 зона Європа/Африка, група II | R/R    | 20 квітня 2012 | Каїр, Єгипет   | Чорногорія      | Ґрунт      | Vladica Babic   | W   | 6–2, 6–4           |
| Кубок Федерації 2012 зона Європа/Африка, група II | P/O    | 21 квітня 2012 | Каїр, Єгипет   | Туреччина       | Ґрунт      | Пемра Озген     | L   | 4–6, 2–6           |
| Кубок Федерації 2016 зона Європа/Африка, група I  | R/R    | 4 лютого 2016  | Ейлат, Ізраїль | Велика Британія | Тверде     | Кейті Свон      | L   | 3–6, 0–6           |
| Кубок Федерації 2016 зона Європа/Африка, група I  | P/O    | 6 лютого 2016  | Ейлат, Ізраїль | Угорщина        | Тверде     | Анна Бондар     | L   | 0–6, 1–6           |
| Кубок Федерації 2017 зона Європа/Африка, група II | R/R    | 19 квітня 2017 | Шяуляй, Литва  | Норвегія        | Тверде (i) | Малене Гельґе   | L   | 1–6, 1–6           |
| Кубок Федерації 2017 зона Європа/Африка, група II | R/R    | 20 квітня 2017 | Шяуляй, Литва  | Словенія        | Тверде (i) | Даліла Якупович | L   | 1–6, 3–6           |
| Кубок Федерації 2017 зона Європа/Африка, група II | R/R    | 21 квітня 2017 | Шяуляй, Литва  | Швеція          | Тверде (i) | Корнелія Лістер | L   | 6–3, 2–6, 3–6      |
| Кубок Федерації 2017 зона Європа/Африка, група II | P/O    | 22 квітня 2017 | Шяуляй, Литва  | Єгипет          | Тверде (i) | Май Ель Камаш   | L   | 5–7, 6–1, 2–6      |

### Парний розряд
| Розіграш                                          | Стадія | Дата           | Місце            | Супротивник          | Покриття   | Партнерка      | Суперниці                             | W/L | Рахунок       |
| ------------------------------------------------- | ------ | -------------- | ---------------- | -------------------- | ---------- | -------------- | ------------------------------------- | --- | ------------- |
| Кубок Федерації 2015 зона Європа/Африка, група II | R/R    | 4 лютого 2015  | Таллінн, Естонія | Єгипет               | Тверде (i) | Мішель Саммонс | Ола Абу Зекрі Сандра Самір            | W   | 6–4, 6–3      |
| Кубок Федерації 2015 зона Європа/Африка, група II | R/R    | 6 лютого 2015  | Таллінн, Естонія | Боснія і Герцеговина | Тверде (i) | Мішель Саммонс | Єлена Симич Ясмина Тиньїч             | L   | 4–6, 2–6      |
| Кубок Федерації 2016 зона Європа/Африка, група I  | R/R    | 3 лютого 2016  | Ейлат, Ізраїль   | Грузія               | Тверде     | Мішель Саммонс | Екатеріне Горгодзе Оксана Калашникова | L   | 4–6, 6–7(6–8) |
| Кубок Федерації 2017 зона Європа/Африка, група II | R/R    | 20 квітня 2017 | Шяуляй, Литва    | Словенія             | Тверде (i) | Мадрі Ле Ру    | Даліла Якупович Андрея Клепач         | L   | 2–6, 6–4, 0–6 |